# Chrysler LeBaron GTS
Chrysler LeBaron GTS – samochód osobowy klasy średniej produkowany pod amerykańską marką Chrysler w latach 1984 – 1989.

## Historia i opis modelu

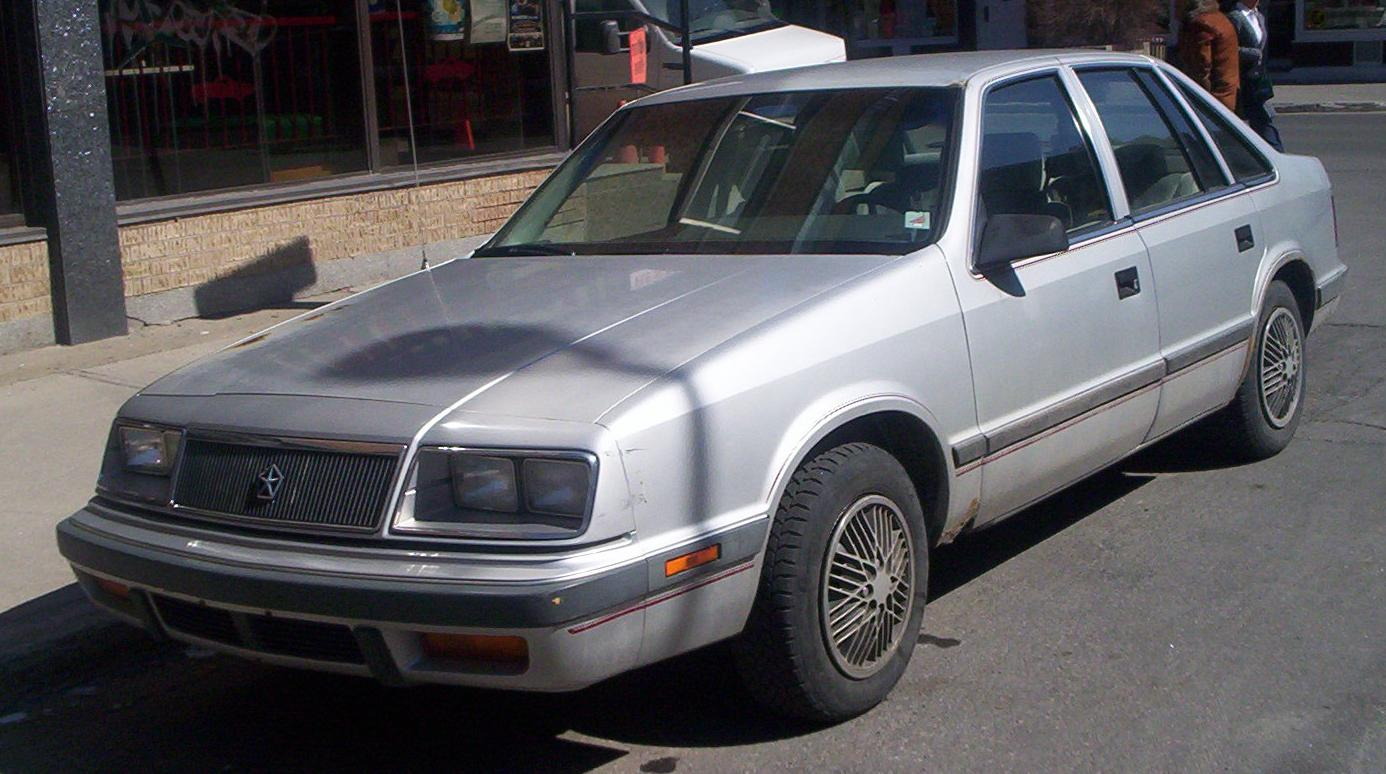
Chrysler LeBaron GTS

W 1984 roku koncern Chryslera zbudował na platformie H-body średniej wielkości bliźniacze liftbacki LeBaron GTS i Dodge Lancer stanowiące alternatywę dla klasycznych sedanów oferowanych równolegle.
W przypadku LeBarona GTS, samochód dzielił pierwszy człon nazwy z rodziną modelową LeBaron, jednak nie były to modele powiązane pod żadnym kątem. Samochód produkowany był przez 5 lat, znikając z rynku w 1989 roku z powodu niesatysfakcjonującej sprzedaży.

### Wersje wyposażenia
- High Line
- Premium
- Pacifica

### Silniki
- L4 2.2l K
- L4 2.2l Turbo I
- L4 2.2l Turbo II
- L4 2.5l K